# Oskar Seidlin
Oskar Seidlin, Geburtsname Oskar Koplowitz, Pseudonym Stefan Brockhoff (geboren am 17. Februar 1911 in Königshütte, Oberschlesien; gestorben am 11. Dezember 1984 in Bloomington, Indiana), war ein deutsch-amerikanischer Germanist, Kinderbuch- und Krimiautor.

## Leben
Seidlin entstammte einer jüdischen Familie und wuchs in Oberschlesien auf. Er studierte Literatur und Philosophie in Freiburg im Breisgau, Frankfurt am Main (u. a. als Hörer einer der ersten Vorlesungen Theodor W. Adornos) und Berlin. 1933 emigrierte er in die Schweiz, wo er sich als freier Mitarbeiter diverser Zeitschriften über Wasser hielt. 1936 promovierte er bei Franz Zinkernagel und Eduard Hoffmann-Krayer an der Universität Basel mit einer Arbeit über Otto Brahm.
1938 verließ Seidlin die Schweiz und emigrierte in die Vereinigten Staaten, um eine Gastdozentur am Smith College für Frauen in Northampton (Massachusetts) anzutreten.  Diese Stelle gab er 1942 auf, um als deutscher Muttersprachler bei der U.S. Army Intelligence Division zu dienen. Dadurch war er an den ersten Phasen der Invasion in Europa beteiligt. Beim kurz vor Kriegsende in Funktion gesetzten US-Geheimsender 1212, der von Luxemburg aus sendete, wirkte er mit. 1946 quittierte er den Militärdienst.
Während einer Lehrtätigkeit am Middlebury College in Vermont machte Seidlin 1946 die Bekanntschaft von Bernhard Blume (1901–1978), dem Vorsitzenden der Germanistikabteilung der Ohio State University (in Columbus, Ohio), selbst ein Emigrant aus dem nationalsozialistischen Deutschland. Blume bot ihm eine Stelle an seinem Institut an, und hier unterrichtete Seidlin ab 1946 als Professor für deutsche Sprache und Literatur. An der Ohio State University lehrte auch der emigrierte Germanist Dieter Cunz (1910–1969), der Seidlins Lebenspartner wurde.  1972 folgte Seidlin einem Ruf an die Indiana University (in Bloomington, Indiana), wo er als Professor für Germanistik bis zu seiner Emeritierung im Mai 1979 lehrte. 1973 wurde er zum korrespondierenden Mitglied der Göttinger Akademie der Wissenschaften gewählt.
Seidlin war zweifacher Preisträger des Guggenheim-Stipendiums, 1962 und 1976. 1968 ehrte die Deutsche Akademie für Sprache und Dichtung Seidlin  mit dem Friedrich-Gundolf-Preis für die Vermittlung deutscher Kultur im Ausland. Mehrere Semester lang fungierte er auch innerhalb eines Beratungsgremiums für die Princeton University.
Unter dem gemeinsamen Pseudonym Stefan Brockhoff werden ihm zusammen mit den beiden US-amerikanischen Germanisten Dieter Cunz und Richard Plant verschiedene Detektivgeschichten und Kriminalromane zugeschrieben.

## Veröffentlichungen
- Otto Brahm als Theaterkritiker: Mit Berücksichtigung seiner literarhistorischen Arbeiten. N. Niehans, Zürich und Leipzig 1936 (= Basler Beiträge zur deutschen Literatur- und Geistesgeschichte 3; zugleich Diss., Universität Basel). Zweite Ausgabe erschienen als Der Theaterkritiker Otto Brahm. Bouvier, Bonn 1978, ISBN 341601328X (= Studien zur Literatur der Moderne 6).
- Pedronis muß geholfen werden: Eine Erzählung für die Jugend. Mit Illustrationen von Felix Hoffmann. Sauerländer, Aarau 1937. Gekürzte Version erschienen als Der goldene Apfel. F.S. Crofts & Co., New York 1942, sowie als Waldwyl und die Theaterleute. Sauerländer, 1969. Eine von Senta Jonas Rypins besorgte englische Übersetzung erschien als: Green Wagons. Houghton Mifflin, Boston 1943.
- Mein Bilderbuch: Gedichte. Oprecht, Zürich 1938.
- (mit Richard Plant): S.O.S. Mit Zeichnungen von William Pène du Bois. Viking, New York 1939. Erneut erschienen als S.O.S. Genf: Ein Friedensbuch für Kinder. Mit Illustrationen von Susel Bischoff. Humanitas, Zürich 1940.
- Helena: Vom Mythos zur Person. Versuch einer Neu-Interpretation des Helena-Aktes, Faust II. In: PMLA 62:1, 1947, S. 183–212.
- (mit Werner P. Friederich und Philip A. Shelley): An Outline-History of German Literature. Barnes & Noble, New York 1948.
- (Hrsg.): Der Briefwechsel Schnitzler-Brahm. Schriften der Gesellschaft für Theatergeschichte, Berlin 1953. Zweite, erweiterte Ausgabe: Niemeyer, Tübingen 1975, ISBN 3484190345.
- Essays in German and Comparative Literature. University of North Carolina Press, Chapel Hill 1961.
- Von Goethe zu Thomas Mann: 12 Versuche. Vandenhoeck & Ruprecht, Göttingen 1963. Zweite, durchgesehene Ausgabe: Vandenhoeck & Ruprecht, Göttingen 1969.
- Versuche über Eichendorff. Vandenhoeck & Ruprecht, Göttingen 1965. 3., unveränderte Auflage 1985, ISBN 3525207239.
- Klassische und Moderne Klassiker: Goethe, Brentano, Eichendorff, Gerhart Hauptmann, Thomas Mann. Vandenhoeck & Ruprecht, Göttingen 1972, ISBN 3525333226.
- Von erwachendem Bewusstsein und vom Sündenfall: Brentano, Schiller, Kleist, Goethe. Klett-Cotta, Stuttgart 1979, ISBN 3129369104.
- “Bete für mich, mein Lieber...” Oldenburg, Igel-Verlag, 2001, ISBN 3896211218 (Briefwechsel mit dem Germanisten William Henry Rey aus dem Zeitraum 1947 bis 1984).

## Sekundärliteratur
- Gerald Gillespie und Edgar Lohner (hrsg.): Herkommen und Erneuerung: Essays für Oskar Seidlin. Niemeyer, Tübingen 1976, ISBN 3484102454 (Festschrift).
- Seidlin, Oskar. In: Lexikon deutsch-jüdischer Autoren. Band 19: Sand–Stri. Hrsg. vom Archiv Bibliographia Judaica. De Gruyter, Berlin u. a. 2012, ISBN 978-3-598-22699-1, S. 212–218.
- Seidlin, Oskar. In: Franz Heiduk: Oberschlesisches Literatur-Lexikon. Teil 3. Palatina-Verlag, Heidelberg 2000, ISBN 3-932608-61-5, S. 95–96.
- Peter Boerner: Oskar Seidlin. In: John M. Spalek, Konrad Feilchenfeldt, Sandra H. Hawrylchak (Hrsg.): Deutschsprachige Exilliteratur seit 1933. Band 3. USA : Supplement 1. Berlin : Walter de Gruyter, 2010 ISBN 978-3-11-024056-6, S. 307–315
- Seidlin, Oskar, in: Werner Röder; Herbert A. Strauss (Hrsg.): International Biographical Dictionary of Central European Emigrés 1933–1945. Band 2,2. München : Saur, 1983 ISBN 3-598-10089-2, S. 1071